# Coordination Nationale des Etudiants Camerounais
Die Nationale Koordination der Kameruner Studenten (Das Studentenparlament) (Coordination Nationale des Etudiants Camerounais - Le Parlement Estudiantin bzw. National Coordination of Cameroon Students - The Students' Parliament) ist eine Organisation kamerunischer Studenten, die in Opposition zur Regierung in Kamerun steht.

## Aktivitäten
Am 6. Mai 1991 kam es zu einer gewalttätigen Aktion der Kamerunischen Sicherheitskräfte im Studentenviertel Bonamoussadi an der University of Yaounde, um das Parlament der Studentenbewegung zu zerschlagen. Dabei kamen mindestens 6 Studierende ums Leben und über 100 wurden inhaftiert. Die Gruppe existiert bis heute weiter; nach der Aktion gingen aber eine Reihe von Aktivisten in das Exil.
In den 2000er Jahren hatte Staatspräsident Paul Biya per Erlass in den wichtigsten Städten Kameruns die gerade gewählten Bürgermeister durch von ihm ernannte Delegierte ersetzt. Daraufhin gab es in mehreren Städten Protestdemonstrationen, zu denen u. a. Das Studentenparlament aufrief. Dabei kam es in Garoua, Douala und Limbe zu Zusammenstößen mit der Polizei. In Limbe wurden dabei mindestens 15 Menschen verletzt und fünf getötet. Mehrere Personen wurden verhaftet, darunter ein Funktionär der Oppositionspartei „Social Democratic Front“ (Sozialdemokratische Front, SDF), Charles Nkwanyuo.